# Route nationale 754
Die Route nationale 754, kurz N 754 oder RN 754, war eine französische Nationalstraße, die von 1933 bis 1973 zwischen Falleron und Saint-Gilles-Croix-de-Vie verlief. Ihre Länge betrug 30 Kilometer. In Saint-Gilles-Croix-de-Vie hatte sie keine Verbindung zu einer anderen Nationalstraße.